# Vivi Täckholm
Vivi Laurent-Täckholm (7 de enero de 1898 - 3 de mayo de 1978) fue una profesora, botánica, escritora sueca, que trabajó en Egipto, y fue escritora de literatura infantil con El Señor de Snipp, Snapp, Snorum.

## Biografía
Estudió botánica en la Universidad de Estocolmo. Se graduó en 1921, y viajó a EE. UU. Se ganaba la vida mediante la adopción de varios trabajos. Más tarde se casaría con el profesor Gunnar Täckholm. Y se trasladaron a Egipto, comenzando a trabajar en la Flora de Egipto. Durante la Primera Guerra Mundial trabajaron en la revista Husmodern de Estocolmo; y luego de la guerra retornaron a Egipto.
Vivi Täckholm falleció en un siniestro vehicular, mientras viajaba a Suecia, estando sepultada en el Cementerio Viejo.

## Algunas publicaciones

### Libros
- Vivis resa (Viajes de Vivi). Un año como empleada doméstica entre Nueva York y San Francisco, 1923
- Vivis resa II (Viajes de Vivi II). Desde Saltsjöbaden hasta el Pacífico, 1924
- Sagan om Snipp, Snapp, Snorum (El Señor del Snipp, Snapp, Snorum) (1926)
- En skolflicka berättar (Una niña dice), 1927
- Katt: en kärlekssaga berättad och tecknad (una historia de amor narrada y animada), 1936
- Som husmor i Egypten (Como un ama de casa en Egipto), 1937
- Bättre än svarta börsen (Mejor que en el mercado negro): Vivi berättar hur hon lever gott och riktigt på kupongerna (Vivi cuenta cómo está viviendo una buena y adecuada atención sobre los cupones). Utg. av Husmodern. [Recetas de Capucine. Ilustró Gunila Stierngranat], 1942
- Husmoderns blomsterlexikon (Diccionario de flores para amas de casa), v. I y II, 1946
- Hemmet blommar, en liten handbok i krukväxtodling (Flores a casa, un pequeño manual en el cultivo de plantas en maceta), 1949
- Faraos blomster: En kulturhistorisk-botanisk skildring af livet i det gamle Ægypten (Flores del Faraón: Una representación cultural botánica de la vida en el antiguo Egipto) 1952
- Våra hav: En bok för stora och små (Nuestros océanos: un libro de imágenes grandes y pequeñas), de Veronica Leo, 1978
- Öknen blommar (Florecer el desierto), 1969
- Lillans resa till månen: En saga för stora och små, bilder av Veronica Leo, 1976
- Egypten i närbild, 1964
- Sagans minareter: En bok om islam, 1971
- Levande forntid: Strövtåg i Kairomuseet, 1967
- Egyptisk vardag (Diario egipcio), 1966
- Faraos barn: Kopterna i Egypten (Los niños del Faraón: los coptos en Egipto), 1965

- vivi Täckholm, mohammed Drar. 1974. Students' flora of Egypt, v. 1. Cairo University Herbarium Publication 5. 2ª ed. de Cairo Univ. Press. ¡Una gran "biblia" de 888 p.!
- ---------------------, -----------------------, gunnar vilhelm Täckholm. 1973. Flora of Egypt...: cyperaceae, juncaceae... Angiospermae, part monocotyledones, v. 2. Editor Otto Koelts Antiquariat, 547 p.
- ---------------------. 1969. Alfred Kaiser's Sinai-herbarium. Nº 2 de Publication, Cairo Jāmiʻat al Qāhirah. Editor Herbarium, Botany Dept. Faculty of Sci. Cairo Univ. 181 p.
- ---------------------, -----------------------, ---------------------------------------. 1950. Flora of Egypt, v. 2, Nº 17 de Bull. Cairo Jāmi'at al Qāhira. Editor Fouad I Univ. 332 pp.
- ---------------------, -----------------------, ---------------------------------------. 1941. Flora of Egypt. 1: Pteridophyta, Gymnospermae and Angiospermae, part Monocotyledones: Typhaceae - Gramineae, v. 1 y 17 de Bull. of the Faculty of Science. Editor Fouad I Univ. 574 pp.

## Honores

### Epónimos
- (Rosaceae) Rosa tackholmii Hurst[1]
- La abreviatura «Täckh.» se emplea para indicar a Vivi Täckholm como autoridad en la descripción y clasificación científica de los vegetales.[2]